# Gustaf Sergel
Johan Gustaf Sergel, född 29 mars 1792 i Stockholm, död 3 mars 1858 i Spånga, Ärila socken, Södermanlands län, var en svensk lantbrukare och tecknare.
Efter sin mors död 1796 uppfostrades Sergel först av vinimportören Eric Noer i Stockholm och senare hos auditör Forselius i Eskilstuna. Hans far, som själv var skulptör, bestämde att sonen skulle bli konstnär och från 1801 undervisades han av en informator i faderns hem i Stockholm och fick samtidigt handledning i teckning av sin far. Fadern planerade att 1804 genomföra en resa genåm Frankrike till Italien och där visa hånom den väg jag är öfertygat den rätta. År 1806 placerades han vid Uppsala universitet för att inhämta de teoretiska kunskaper som behövdes för att bli en bra konstnär. Men Sergel visade inget större intresse för studier och inte heller för konstnärsbanan utan övergick till lantbruksstudier och slog sig småningom ner på egendomen Spånga som fadern köpte för hans räkning.
Gustaf Sergel var son till Johan Tobias Sergel och Anna Elisabet (Anna Rella) Hellström. Han var brorson till Anna Sibylla Sergell och Maria Sofia Sergell. Gustaf Sergel var från 1814 gift med Carolina Magdalena Duboi. Makarna blev farföräldrar till Birger Sergel.